# Rastrovací elektronový mikroskop

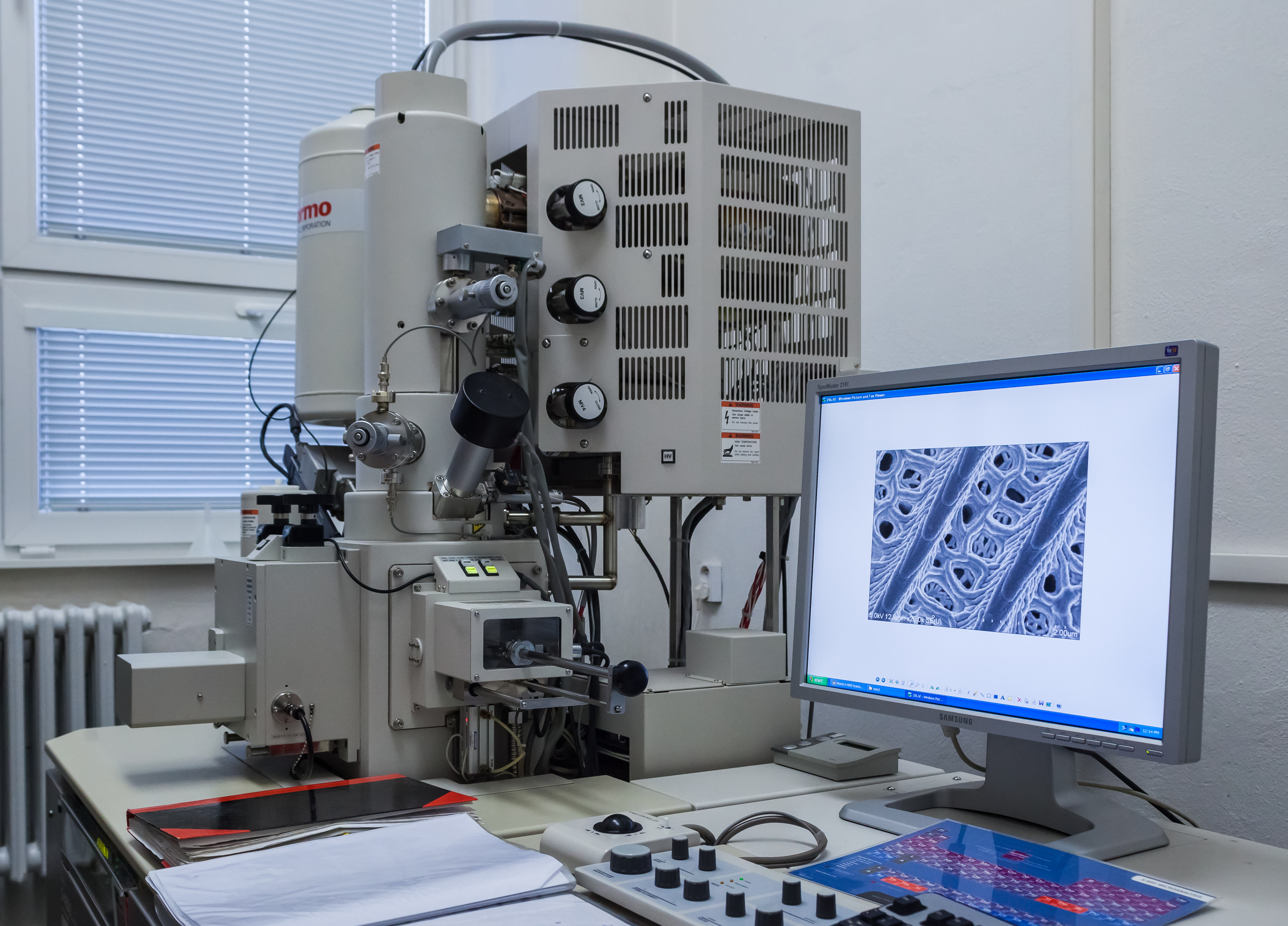
Digitální SEM na ÚFCH JH (2020)

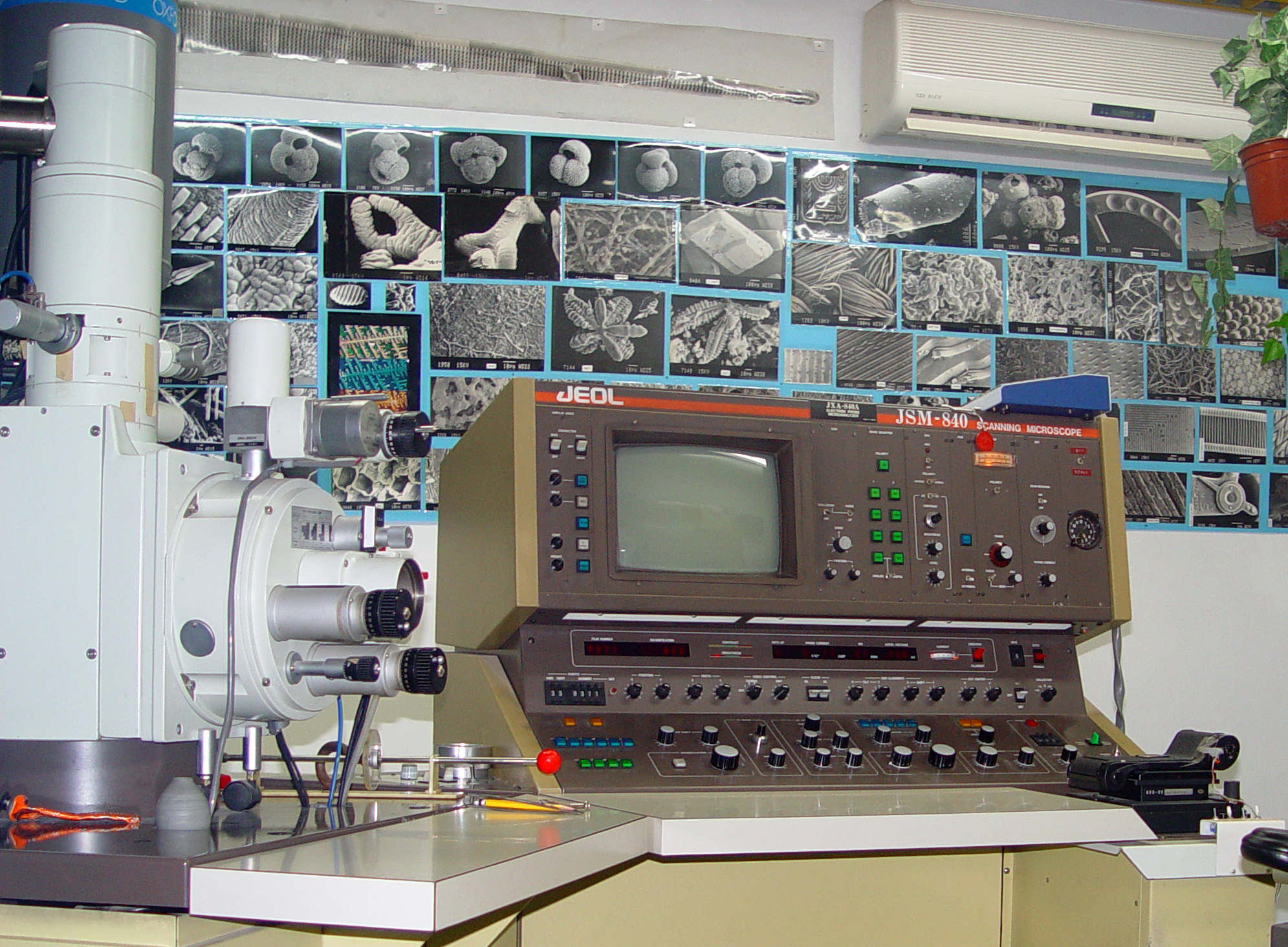
Analogový typ SEM

Rastrovací nebo též skenovací či řádkovací elektronový mikroskop (anglicky scanning electron microscope, SEM) je elektronový mikroskop, který využívá ke zobrazování pohyblivý svazek elektronů. Slouží převážně k topografické analýze různých materiálů, převážně velmi malých objektů či objektů s detaily, které běžný optický mikroskop nerozpozná.

## Princip SEM
Na každé místo vzorku je zaměřen úzký paprsek elektronů (prochází vzorek po řádcích – odtud řádkovací). Interakcí dopadajících elektronů s materiálem vzorku vznikají různě detekovatelné složky. Jak paprsek putuje po vzorku, mění se podle charakteru povrchu úroveň signálu v detektoru. Z těchto signálů je pak sestavován výsledný obraz.

## Detektory SEM
- SE detektor – detektor sekundárních elektronů. Nejpoužívanější typ detektoru. Má poměrně velkou rozlišovací schopnost během pozorování (5–15 nm).
- BSE detektor – detektor zpětně odražených elektronů. Podobné jako SE detektor. Menší rozlišovací schopnost (50 nm), ovšem je schopen monochromaticky odlišit různé materiály.
- TE detektor – detektor prošlých elektronů.
- EDS / WDS – detekce charakteristického RTG záření, používá se k analýze chemického složení vzorků. Metodou lze zjišťovat, jaké prvky a v jakém množství se nacházejí ve vzorku.
- EBSD – difrakce zpětně odražených elektronů, používá se ke krystalografické analýze vzorků. Metodou lze přesně zjišťovat orientaci krystalové mřížky ve studovaném vzorku.

## Elektronový tubus
Zdrojem elektronů je elektronová tryska, nejčastěji wolframové žhavené vlákno, umístěné v tzv. Wehneltově válci.
Elektrony jsou urychlovány směrem ke vzorku urychlovacím napětím (typicky 0,1–30 kV).
Svazek elektronů (paprsek) je upravován, zaostřován elektromagnetickými čočkami. Tubus obsahuje zpravidla jednu nebo více kondenzorových čoček, objektivovou čočku, vychylovací cívky rastrů a cívky stigmátorů pro korekci astigmatismu. Dopad paprsku elektronů na vzorek způsobí emisi sekundárních elektronů, zpětně odražených elektronů, RTG záření a jiných signálů ze vzorku, které jsou pak detekovány a analyzovány.

## Důležité pojmy
- zvětšení – vzniká větším či menším vychýlením svazku pomocí rastrovacích cívek
- pracovní vzdálenost – vzdálenost, na kterou je paprsek zaostřen objektivem
- proud ve stopě – proud (množství elektronů) dopadající na vzorek
- velikost stopy – průměr svazku v místě dopadu na vzorek
- rozlišení – schopnost rozlišit dva body (přibližně polovina stopy)

## Galerie

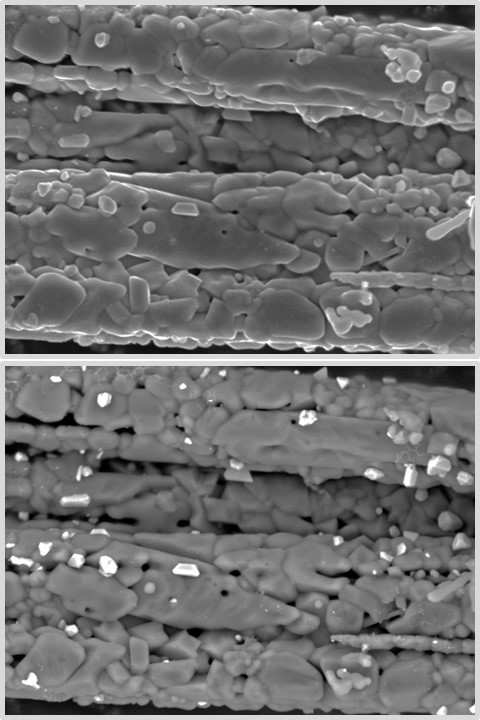
Srovnání snímků podle použitých detektorů na rastrovacím elektronovém mikroskopu. Nahoře snímek pořízený SE detektorem. Dole snímek pořízený BSE detektorem
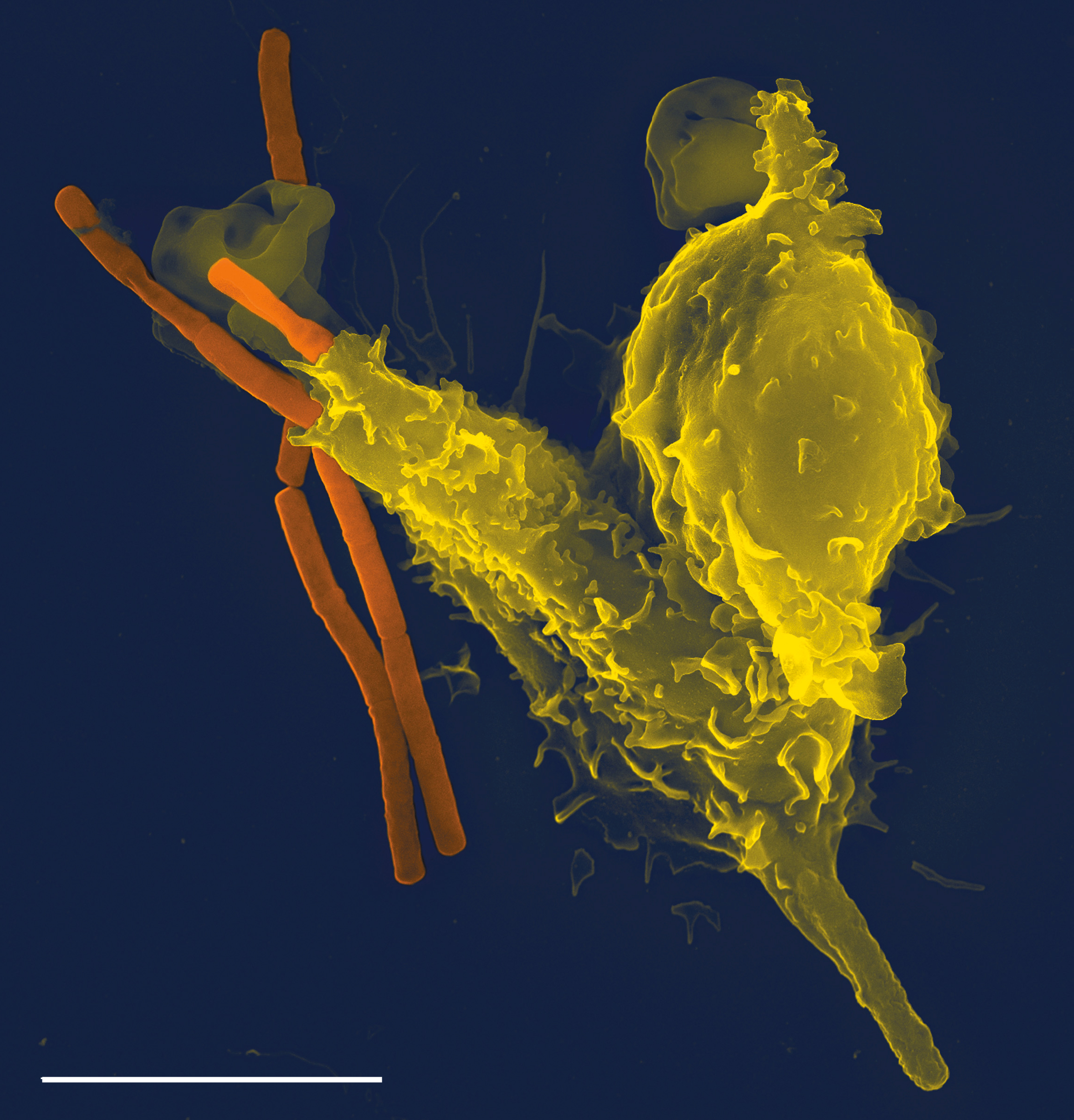
Kolorovaná mikrofotografie z rastrovacího elektronového mikroskopu
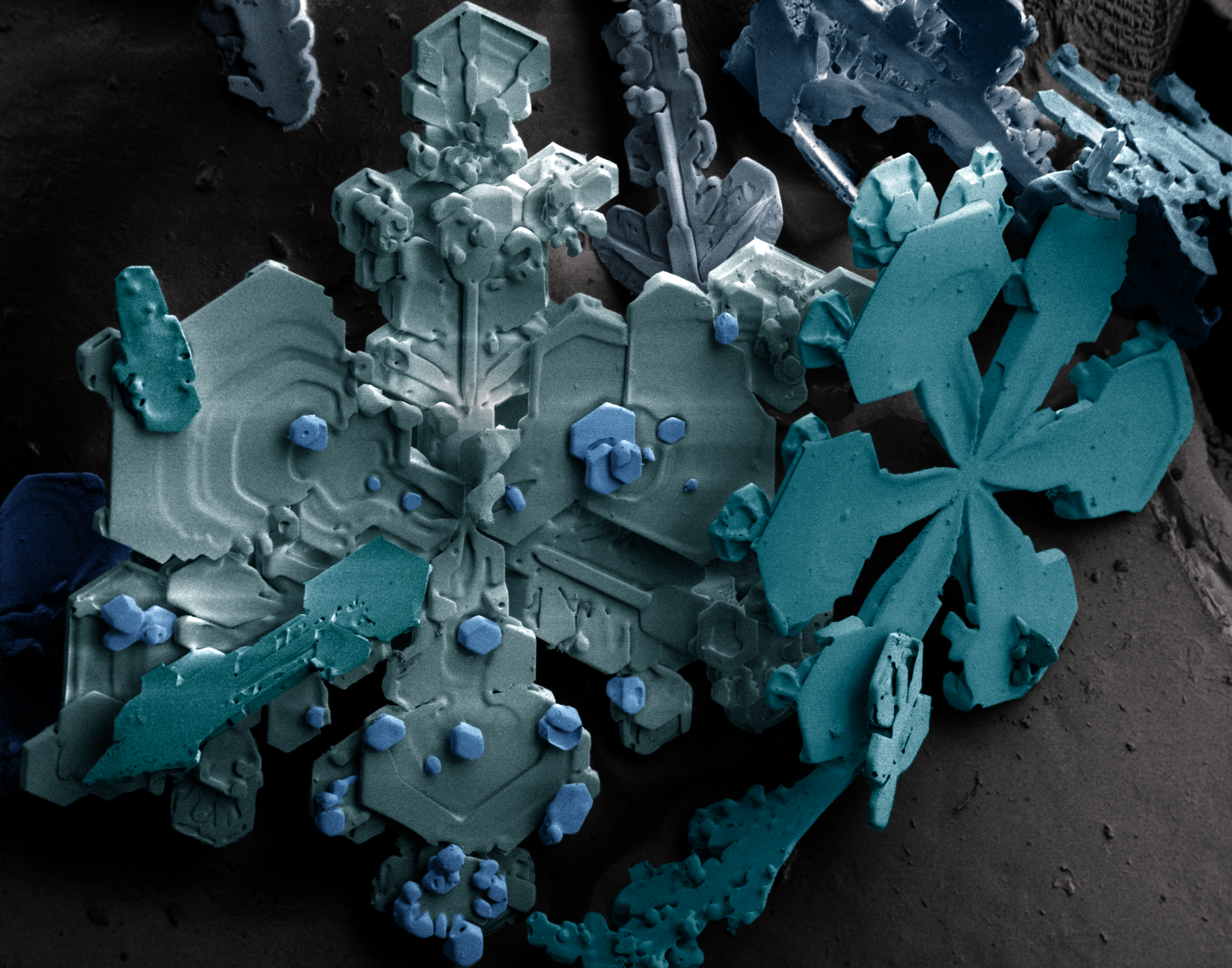
Sněhová vločka ve zvětšení rastrovacím elektronovým mikroskopem
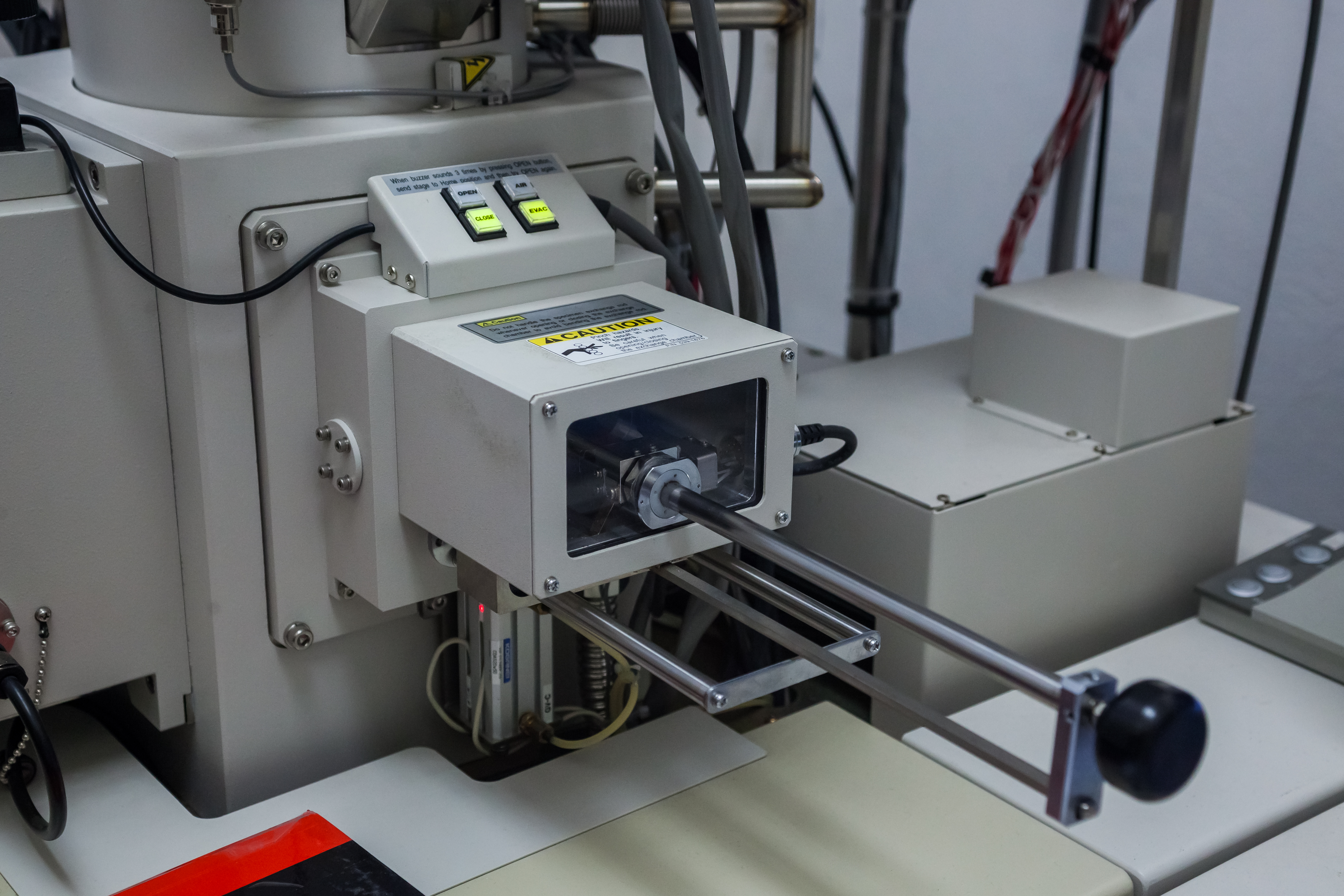
Komora k umístění vzorku digitálního SEM
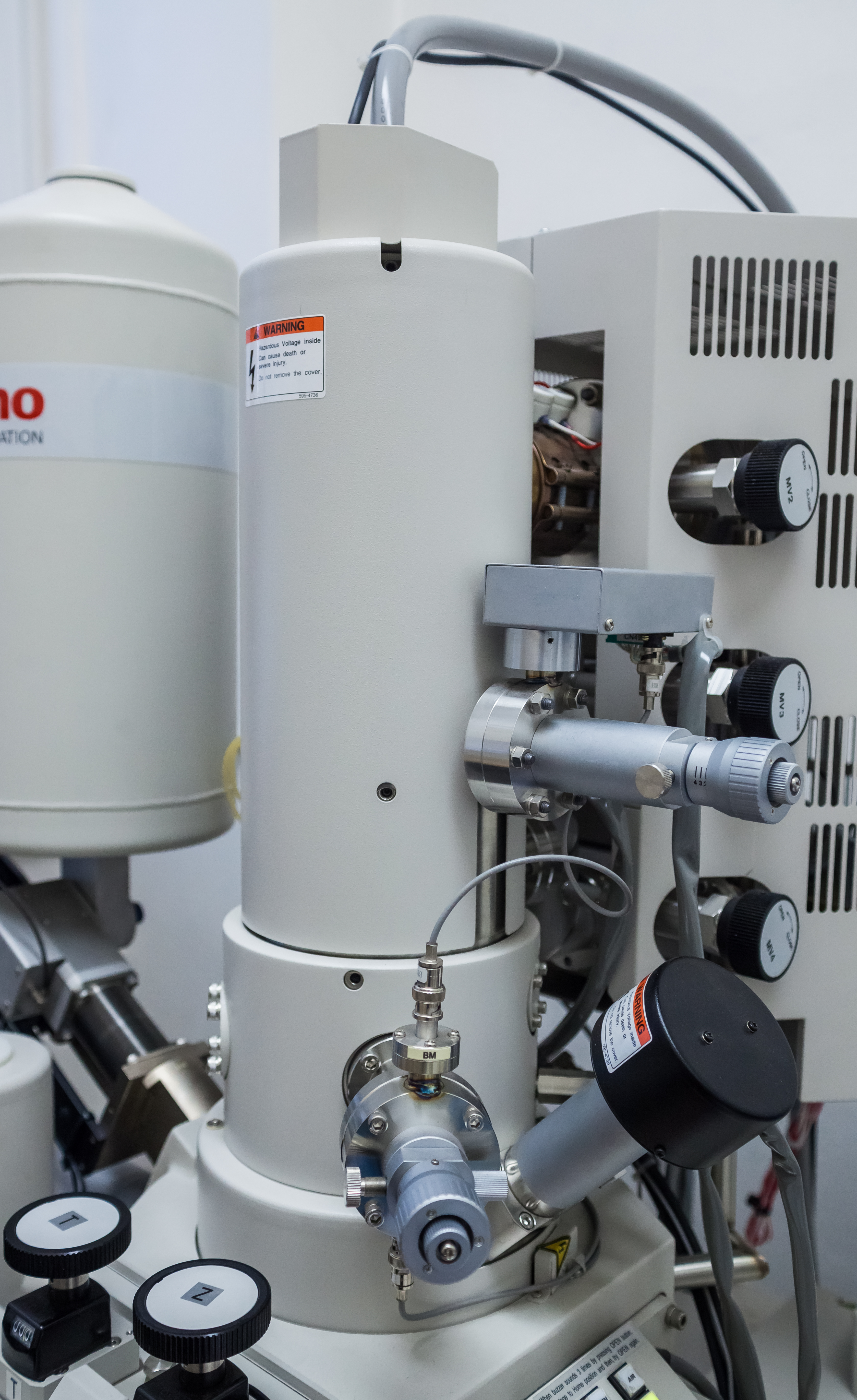
Elektronový tubus digitálního SEM